# جزيرة كونتا كينتي
جزيرة حيمس هي جزيرة تقع على بعد 30 كم من بداية نهر غامبيا وبالقرب من بلدة جوفريه، غير اسم الجزير في 6 فبراير 2011م وسميت باسم مشتق من اللغة المحلية وهو جزير كونتا كينتش. تحوي الجزيرة على حصن تاريخي يعرف باسم حصن جيمس

## معرض الصور

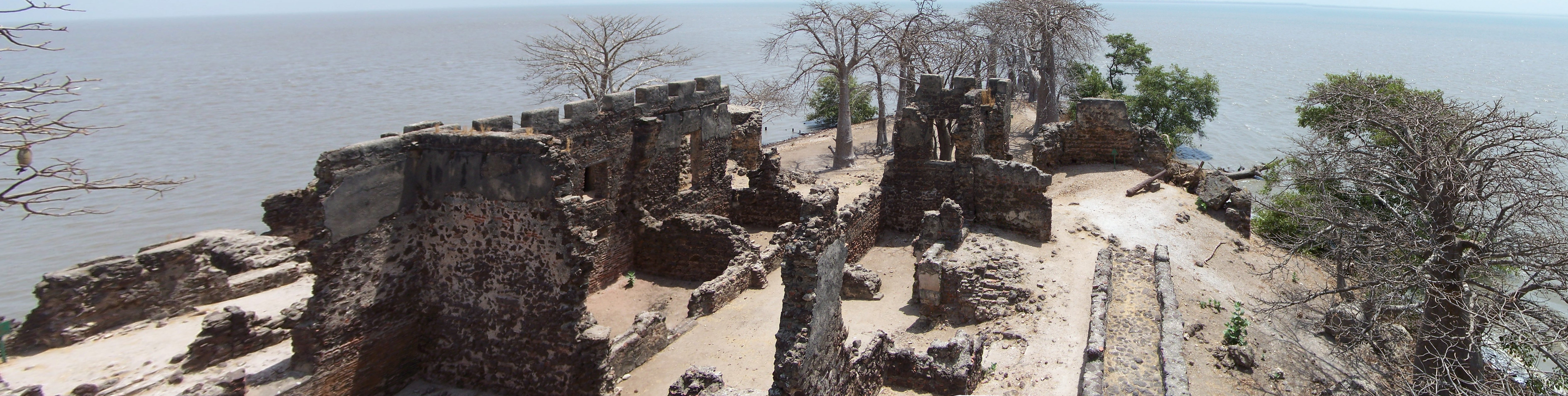
جزيرة جيمس
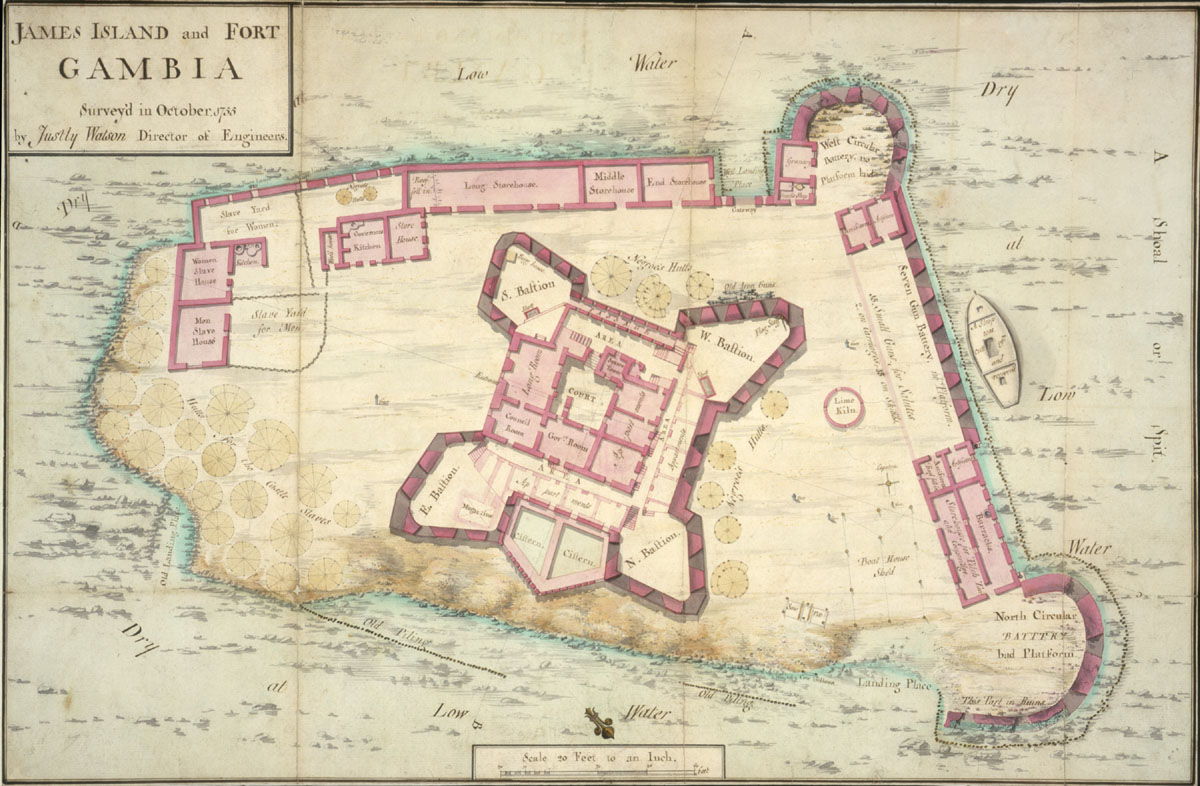
مخطط جريزة وحصن جيمس